# Nicolas Viton de Saint-Allais
Nicolas Viton de Saint-Allais (né le 6 avril 1773 à Langres et mort le 15 février 1842 à Paris) est un généalogiste et héraldiste français.

## Biographie
Petit-fils d'Étienne Vitton, apothicaire à Angers, premier consul de Peyruis, fils de Pierre Vitton, marchand, et de Marie Anne Lenfumé de Fleuriau, il s'enrôle à dix-neuf ans et devient l'adjoint de Guillaume Brune pendant la Révolution française. Négociant à Bordeaux durant les premières années de son mariage, il reprend ensuite un cabinet de généalogie en 1808, le Bureau général de la Noblesse de France, qu'il vend en 1820 à Jean-Baptiste-Pierre Jullien de Courcelles.
Marié à Bazas le 21 février 1796 (2 ventôse an VI) avec Anne Larmand, originaire de Lunel, il est alors agent général de transport militaire.
Le couple a deux fils, l’aîné né en 1800 et le cadet en 1801, à leur domicile, 18 rue de la Mercy à Bordeaux, Nicolas étant déclaré alors comme négociant.
L’aîné est capitaine dans la Légion étrangère.
Il demeurait au no 10 de la rue La Vrillière à Paris en 1816.
À son décès le 15 février 1842, il est domicilié au 4 rue de Valois du Roule.
Il est inhumé le 17 février 1842 au cimetière de Montmartre, 12e division, avenue Travot. Sa sépulture est reconnaissable à ses armoiries, qui sont celles de la famille de Vitton de Peyruis, enrichies de ses décorations.
Nicolas Viton de Saint-Allais était chevalier de l'Ordre royal de la Légion d'honneur (19 août 1824).

## Généalogiste
Les publications généalogiques de Nicolas Viton de Saint-Allais sont considérées comme de « mince valeur » par Henri Jougla de Morenas.
Gustave Chaix d'Est-Ange considère que l'« on ne doit accepter qu'avec beaucoup de réserve la généalogie qui en a été publiée dans le Nobiliaire universel de Saint-Allais ».
Dans la revue illustrée de la noblesse, Le Héraut d'armes (1861), on trouve cette critique : « Dans cette volumineuse et lucrative publication, Saint-Allais a relevé beaucoup de familles d'une origine douteuse ou récente en les rattachant à d'anciennes maisons éteintes. Il a distribué à qui en voulait des titres, des illustrations, des siècles d’ancienneté ».
Les auteurs de La maison des comtes de Rodez de la première race (1868) indiquent quant eux « Il suffit que la possibilité d'une parenté soit reconnue pour qu'il en fasse une certitude. Établir la filiation, trouver le point de jonction et, si on ne le trouve pas, l'inventer, est pour cet habile faiseur de généalogies la chose la plus facile ».
Dans « L'ordre de Malte et ses grands maîtres et ses chevaliers il termine son livre par l'annonce suivante : Je publierai dans le cours de chaque année un volume qui aura pour titre : Recueil historique, généalogique et héraldique de l'ancienne noblesse de France, dans lequel j'introduirai également tout ce qui concernera les familles admises dans l'Ordre de Saint-Jean-de-Jérusalem, depuis sa fondation jusqu'à nos jours, avec la relation des services rendus, etc. , etc. Les armoiries des diverses maisons nobles seront gravées en taille douce dans le dit ouvrage, pour lequel on peut déjà me faire remettre les articles, francs de port, rue Neuve-des-Petits-Champs, n° 31 ». Ce n'est qu'un appel à faire paraître dans son futur livre des articles sur toutes les familles qui voudront bien lui faire parvenir un article alors que son livre est déjà censé faire l'inventaire des chevaliers de l'Ordre.

## Œuvres
- État actuel des maisons souveraines, des princes et des princesses d’Europe, Paris, 1805 [lire en ligne]
- Dictionnaire encyclopédique de la noblesse de France, Paris, 1816
- Précis historique sur les comtes du Périgord, Paris, 1839
- L'ordre de Malte et ses grands maîtres et ses chevaliers, Paris, 1839
- Saint-Allais, Auguste-Étienne-Xavier Poisson de La Chabeaussière (1752-1820) et de Courcelles (1759-1834), Nobiliaire universel de France ou recueil général des généalogies historiques des maisons nobles de ce royaume, t. 1 à 16, Paris, Lib. Bachelin-Deflorenne, 1814 à 1820, in-8° (OCLC 718354155, BNF 31278570, SUDOC 012395730, présentation en ligne, lire en ligne [PDF]).
- Continuation de L'art de vérifier les dates des faits historiques, des chartes, des chroniques et autres anciens monuments, depuis la naissance de Notre-Seigneur par le moyen d'une table chronologique...], ouvrage à tomes multiples commencé par Dom M. Dantine, Dom C. Clémencet et Dom U. Durand ; revu et continué par Dom F. Clément, religieux de la congrégation de Saint-Maur ; réimprimé et continué par M. de Saint-Allais. (voir tous les tomes en ligne sur le site de la BnF)